# Aschenberg (Salzunger Werrabergland)
Der Aschenberg ist ein 452,1 m hoher Berg im Salzunger Werrabergland in der Gemarkung von Bad Liebenstein.
Der fast vollständig bewaldete Aschenberg besteht aus Buntsandstein; sein Nachbar, der Burgberg, bereits aus dem Zechstein des Liebensteiner Zechsteingürtels. Zwischen beiden befindet sich die Ortslage von Bad Liebenstein mit der Liebensteiner Störung, deren Existenz die Liebensteiner Heilquelle ihren Ursprung verdankt. Ob der Name „Aschenberg“ allerdings von dem verwitterten Sandstein oder vom früheren Vorkommen von Eschen abzuleiten ist, ist umstritten.
Um den Aschenberg führt ein Wanderweg, der Panoramaweg, der verschiedene Ausblicke auf die Stadt, die Rhön oder den Thüringer Wald ermöglicht. Auf der Kuhhalte, einer Freifläche in Gipfelnähe, befindet sich die Schutzhütte des Männergesangsvereines „Sängerkranz“ Bad Liebenstein e.V. Ebenfalls am Aschenberg befindet sich das Karl-Bücher-Denkmal.
Während eines namenlosen Wintersturms durch das Hochdruckgebiet „Irenäus“ in der Nacht des 17./18. März 2018 kam es zu einem weitreichenden Windbruch an den vorherrschenden Fichten, so dass weite Teile des nordöstlichen Bereichs (in Stadtnähe) inzwischen kahl sind.